# 李東煥
李 東煥（イ・ドンファン、1916年5月19日 - 1991年11月11日）は、大韓民国の官僚、外交官。内務省次官や、駐日本首席代表、駐オーストラリア大使などを務めた。日本名は森山 辰雄。

## 生涯
日本統治時代の朝鮮の咸鏡南道端川郡出身。元山公立商業学校を経て、1940年京城高等商業学校卒業。高等文官試験行政科に受かり、1942年に東京商科大学（現一橋大学）卒業後は、朝鮮総督府に入庁した。金東祚は高等商業学校時代の同期。朝鮮総督府江原道属、朝鮮総督府逓信事務官を経て、日本の降伏を迎えた。
大韓民国逓信部郵務局長等を経て、1960年内務省次官。1961年には大平正芳内閣官房長官や、小坂善太郎外務大臣の同窓であることなどから、大使館設置前の駐日韓国代表部首席代表・公使を務め、大学の先輩にあたる足立正日本商工会議所会頭などと接触し、日韓国交正常化に向け尽力した。1962年駐オーストラリア大使。